# Завод суперфосфату в Раніпет
Завод суперфосфату в Раніпет – підприємство індійської хімічної промисловості, що працює у штаті Тамілнад. 
Завод, який почав роботу в 1906 році, став першим підприємством з виробництва добрив в історії Індії. 
Станом на 1986/1987 бюджетний рік підприємство мало потужність з випуску 50 тисяч тон суперфосфату на рік, при цьому фактична виробітка склала 34 тисячі  тон. Станом на кінець 2022-го потужність підприємства зросла більш ніж удвічі та становила 132 тисячі тон суперфосфату на рік, при цьому в 2021/2022 бюджетному році випустили 115 тисяч тон продукції.
Технологія отримання суперфосфату передбачає обробку фосфоритів сульфатною кислотою, тому завод у Раніпеті має власне виробництво цієї кислоти річною потужністю 33 тисячі тон на рік.
Підприємство належить групі EID Parry, яка також керує потужними комплексами з виробництва добрив у Енноре, Вішакхапатнамі та Какінаді.